# Hymenoplia sefroensis
Hymenoplia sefroensis är en skalbaggsart som beskrevs av Baguena 1956. Hymenoplia sefroensis ingår i släktet Hymenoplia och familjen Melolonthidae. Inga underarter finns listade i Catalogue of Life.